# Channammanahalli, Hassan
Channammanahalli là một làng thuộc tehsil Hassan, huyện Hassan, bang Karnataka, Ấn Độ.